# Puente de la Calle Virginia
El puente de la Calle Virginia (en inglés: Virginia Street Bridge) es un puente histórico de doble arco de hormigón en el centro de Reno, Nevada, Estados Unidos, lleva a la calle Virginia a través del río Truckee. Fue introducido en el Registro Nacional de Lugares Históricos en 1980. El puente se denomina a veces el "puente del Anillo de Bodas" o el "puente de los Suspiros".
En 2002 y 2006, el puente fue catalogado como uno de los once lugares históricos más amenazados en Nevada por Preserve Nevada, una organización de preservación histórica asociada con la Universidad de Nevada, en Las Vegas.